# تئودور پوستول
 تئودور پوستول (انگلیسی: Theodore Postol؛ زاده ۱ آوریل ۱۹۴۶) یک فیزیک‌دان اهل ایالات متحده آمریکا است.